# Gaston Geens
Gaston Geens (ur. 10 czerwca 1931 w Kersbeek-Miskom, zm. 5 czerwca 2002 w Winksele) – belgijski i flamandzki polityk, ekonomista oraz samorządowiec, parlamentarzysta, senator, minister w rządzie federalnym, w latach 1981–1992 minister-prezydent Regionu Flamandzkiego.

## Życiorys
W połowie lat 50. ukończył prawo i ekonomię na Katholieke Universiteit Leuven. Kształcił się też na studiach podyplomowych na Uniwersytecie Johanna Wolfganga Goethego we Frankfurcie nad Menem. Pracował w instytucie studiów ekonomicznych i jako wykładowca w akademii wojskowej Koninklijke Militaire School.
Zaangażował się w działalność Chrześcijańskiej Partii Ludowej (CVP), od 2001 funkcjonującej pod nazwą Chrześcijańscy Demokraci i Flamandowie (CD&V). W latach 1961–1973 był wicedyrektorem CEPESS, think tanku swojego ugrupowania. Następnie do 1974 stała na czele tej instytucji. Od 1971 do 1976 zasiadał w radzie miejscowości Winksele, w latach 1977–1983 był radnym gminy Herent. W latach 1974–1995 był członkiem Senatu. Od kwietnia 1974 do grudnia 1976 pełnił funkcję sekretarza stanu do spraw budżetu i polityki naukowej. Następnie do marca 1977 odpowiadał za te kwestie w randze ministra w belgijskim rządzie. Później do maja 1980 sprawował urząd ministra finansów. Od tegoż miesiąca do października 1980 był ministrem do spraw budżetu, pełniąc też funkcję wiceministra edukacji. Potem do grudnia 1981 w rządzie federalnym jako minister odpowiadał za sprawy wspólnoty flamandzkiej, pozostając na stanowisku wiceministra edukacji.
Między 1974 a 1995 członek ciał ustawodawczych Regionu Flamandzkiego. Od grudnia 1981 do stycznia 1992 był pierwszym premierem Flandrii.